# Marina (opéra)

Marina est un opéra vériste en un acte et deux scènes d'Umberto Giordano, sur un livret d'Enrico Golisciani, publié en 1888 et qui est resté inédit à la scène.

## Historique
C'est en décidant de participer à la deuxième édition du concours organisé par l’éditeur milanais Edoardo Sonzogno (1836-1920) que le jeune compositeur Umberto Giordano compose son premier opéra. Les règles du concours, destiné à favoriser de nouveaux talents parmi les compositeurs italiens, imposent une oeuvre courte en un acte, conforme au meilleur de la tradition lyrique italienne tout en offrant une modernité contemporaine. L'exercice est difficile puisque soixante-treize partitions sont alors adressées au jury qui comprend notamment des critiques musicaux célèbres comme Amintore Galli, directeur artistique auprès de Sonzogno. C'est le Cavalleria rusticana de Piero Mascagni qui remporte la palme mais Marina s'honore d'un sixième prix et s'inscrit dans ce nouveau courant artistique italien, qui va alors se développer sous le nom de vérisme.
Amintore Galli remarque l'œuvre notamment pour ses qualités musicales. Il qualifie sa musique de « forte, tranchée, originale », annonçant « l’affirmation d’un très brillant génie ».
Marina n'a jamais été présenté sur scène et l'on croyait la partition perdue avant que la Libreria Musicale Italiana et l'Edizione Nazionale delle Opere di Umberto Giordano ne la publie. C'est le Andreas Gies qui en a établi l'édition critique.
La saison 2025/2026 du Teatro Dal Verme à Milan a programmé une création en version concertante pour les 12 et 14 février 2026. La distribution annoncée réunira la soprano Sonya Yoncheva, le ténor Freddie De Tommaso et les barytons Ernesto Petti, Mihai Damian. L'Orchestra I Pomeriggi Musicali sera placé sous la direction de Vincenzo Milletarì.